# Relaciones Antigua y Barbuda-Estados Unidos
Las relaciones Antigua y Barbuda-Estados Unidos son las relaciones diplomáticas entre Antigua y Barbuda y Estados Unidos.
Las relaciones entre Antigua y Barbuda y los Estados Unidos han sido amistosas desde la independencia de Antigua y Barbuda del Reino Unido en 1981.
Estados Unidos ha apoyado los esfuerzos del Gobierno de Antigua y Barbuda para ampliar su base económica y mejorar el nivel de vida de sus ciudadanos. Sin embargo, la preocupación por la falta de una regulación adecuada del sector de servicios financieros llevó al gobierno de EE. UU. a emitir un asesoramiento financiero para Antigua y Barbuda en 1999. El aviso se retiró en 2001, pero el gobierno de EE. UU. continúa supervisando la regulación de los servicios financieros del Gobierno de Antigua y Barbuda.
Estados Unidos también ha sido activo en el apoyo a la asistencia y rehabilitación post-huracán por desastre a través de la Oficina de Asistencia para Desastres en el Extranjero (USAID) y el Cuerpo de Paz. La asistencia de los Estados Unidos se canaliza principalmente a través de agencias multilaterales como el Banco Mundial y el Banco de Desarrollo del Caribe (CDB), así como a través de la oficina de USAID en Bridgetown, Barbados.
Antigua y Barbuda está estratégicamente situada en las Islas de Sotavento cerca de una de las rutas marítimas de mayor importancia para los Estados Unidos. Antigua ha sido sede de una presencia militar de Estados Unidos. Una antigua instalación de apoyo de la Marina de Estados Unidos, entregada al Gobierno de Antigua y Barbuda en 1995, ahora se está desarrollando como una instalación de capacitación regional guardacostas.
La ubicación de Antigua y Barbuda cerca de las Islas Vírgenes de los Estados Unidos y de Puerto Rico la convierte en un atractivo punto de transbordo para los narcotraficantes. Para abordar estos problemas, los Estados Unidos y Antigua y Barbuda han firmado una serie de tratados y acuerdos contra el narcotráfico y narcotráfico, incluido un acuerdo de aplicación de la ley marítima (1995), que posteriormente se enmendó para incluir el sobrevuelo y el orden. disposiciones relativas a la tierra (1996); un tratado bilateral extradición (1996); y un Tratado de asistencia jurídica mutua (1996). Además, Antigua y Barbuda recibe asistencia antinarcóticos y se beneficia de los proyectos de construcción de asistencia cívica humanitaria relacionada con el ejercicio militar de EE. UU.
En 2005, Antigua y Barbuda recibió 239.804 visitantes, con casi el 28% de los visitantes de Antigua y Barbuda provenientes de los Estados Unidos. Se estima que 4.500 estadounidenses residen en el país.
En 2005, ambos países disputaron una Organización Mundial del Comercio sobre la ley de juego. En 2007, las relaciones se tensaron cuando Antigua y Barbuda exigió sanciones por un valor de $ 3,4 mil millones impuestas a los Estados Unidos por no haber cumplido con el fallo de la OMC sobre los juegos de apuestas, que afirma que "si bien nos damos cuenta de que este es un paso importante para Antigua y Barbuda, creemos que no tenemos elección en la materia". Sin embargo, las relaciones entre los dos países siguen siendo fuertes.